# Neotanypeza apicalis
Neotanypeza apicalis är en tvåvingeart som först beskrevs av Christian Rudolph Wilhelm Wiedemann 1830.  Neotanypeza apicalis ingår i släktet Neotanypeza och familjen långbensflugor. Inga underarter finns listade i Catalogue of Life.